# لورا ريستريبو
لورا ريستريبو (بالإسبانية: Laura Restrepo Gonzalez) كاتبة وصحفية كولمبية الأصل، ولدت في كولومبيا، سانتافي دي بوجوتا 1950. وهي واحدة من الكتاب الكولمبيين الأكثر شهرة بفضل روايتها الهذيان والتي فازت بجائزة الفاجوارا لعام 2004، كما فازت أيضا بجائزة جرينثاني كابوور لعام 2006 باعتبارها أفضل رواية أجنبية نشرت في إيطاليا. كما حازت الكاتبة على شهره واسعة في المحيط الإسبانوأمريكانو وتم اختيارها من بين أفضل 635 روائي إسباني أو من أصل لاتيني. ومن بوجوتا عبرت ريستريبو عن أمنياتها بأن يفيد هذا الكتاب وطنها. ودائما ما تُظهر في أعمالها خليطا من البحث الصحفي والخبرات الخاصة عن طريق قصص رفيعة المستوى وكثيفة المضمون والتي دائما ما تدور أحداثها في كولومبيا. وبجانب كتابتها الروائية قامت أيضا بكتابة مقالات صحفية وكتاب للأطفال، لذلك فازت بالعديد من الجوائز وترجمت أعمالها إلي العديد من اللغات.

## السيرة الذاتية

### النشأة والطفولة

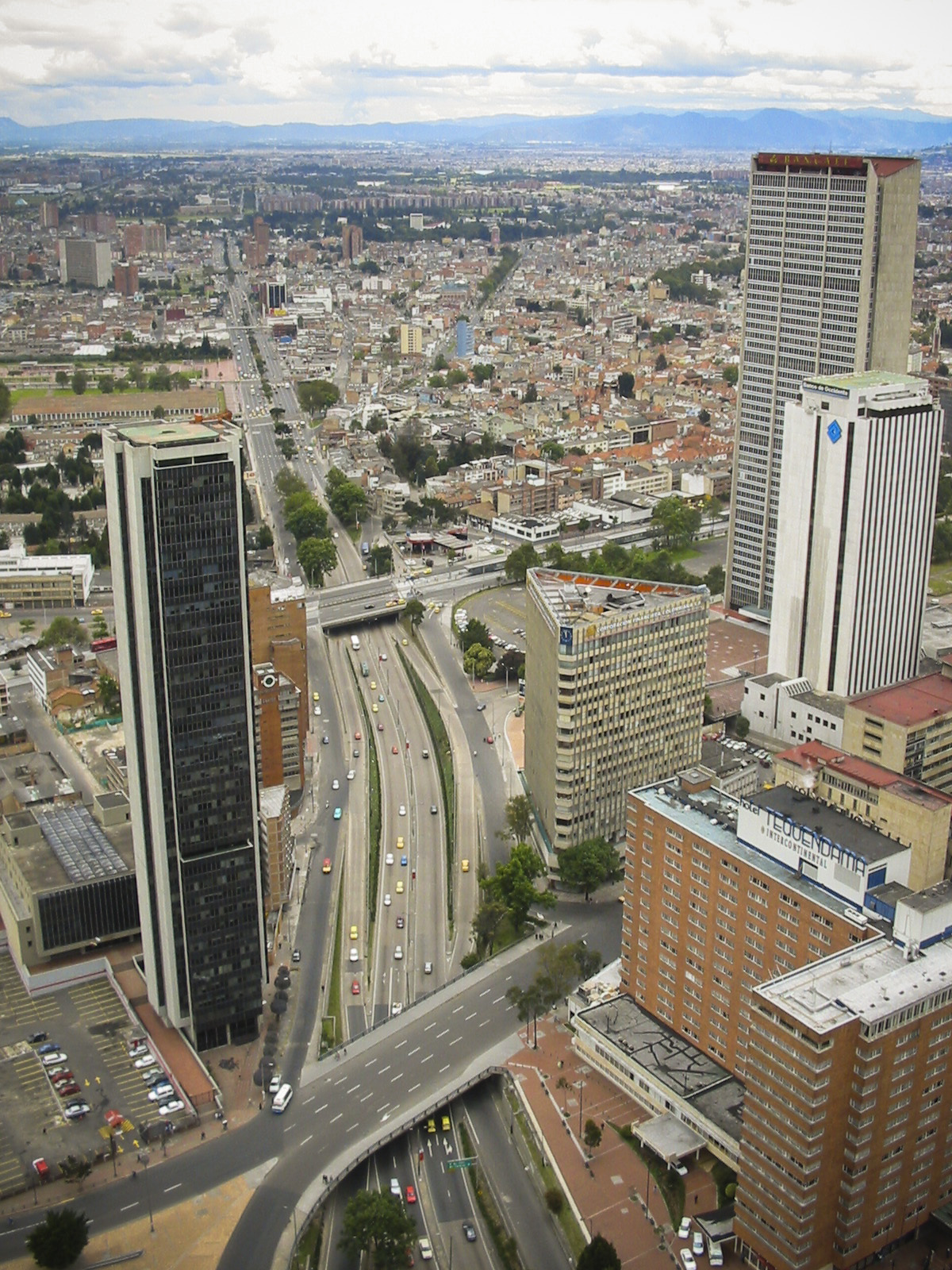
منظر عام لمدينة بوجوتا

ولدت لورا ريستريبو جونزاليس في مدينة بوجوتا عام 1950.هي الابنة الكبري ولها شقيقة أصغر منها كان جدها يعلم نفسه بنفسه فأستطاع تعلم ست لغات مختلفة أما والدها فكان يسير علي نفس الوتيرة ماعدا أنه دخل المدرسة للتعلم ولكنه تركها حينما بلغ الثالثة عشر للعمل وأصبح بعد ذلك رجل أعمال ولكنه بالرغم من ذلك كان يؤمن بأهمية التعليم فهو يعتقد بأنه يجب علينا التعلم من خلال التجربة بدلا من التعليم التقليدي. ووفقا لريستريبو كان والدها يصحبها هي ووالدتها هيلين وشقيقتها كارمن خلال رحلات عمله فكانوا يسافرون بالسيارة لانه كان يشعر بالرهبة من ركوب الطائرة لذلك لم تسنح لها ولشقيقتها قضاء عام دراسي كامل بالمدرسة فلقد ذهبت ليوم واحد الي احدي المدارس الحكومية بكاليفورنيا لانها بالطبع ستذهب مع والدها إلي مكان آخر في اليوم التالي فكان دائم الترحال.
وعندما بلغت العاشرة من عمرها كان تعليمها الرسمي يتألف من ستة أشهر دراسية قضتها في مدرسة ليلية بالدنمارك. عندما سافرت هي وعائلتها إلي مدريد ولم تقبل بها احدي المدارس بسبب فشلها في امتحانات القبول بمواد علم الحساب، والنحو، الخياطة والتطريز الذين يعتبروا من شروط الدخول لاي مدرسة ولكنها بدلا من ذلك تابعت دروسها مع مدرس جيتار للفلامنكو بغض النظر عن استمرار والدها في اصطحاب العائلة معه
إلي كل الأماكن بقدر المستطاع مثل زيارة المتاحف والمسارح والأطلال وتسلق البراكين ومشاهدة السخانات (سخانات المياه)وعلاوة علي ذلك جعلهم يستمعون الي ملحنين مثل بارتوك بروكوفييف، سترافينسكي وبحلول الوقت ومع بلوغها الأربعة عشر عاما كانت قد قرأت العديد من الكتب ولكنها مع ذلك لا تعرف جدول الضرب كاملا.
عندما بلغت الخامسة عشر عادت مرة أخرى إلي كولمبيا وكان عليها العمل بجد للحصول علي
الثانوية العامة نظرا الي انها لم تدرس المواد المطلوبة للوصول لهذه المرحلة فدرست لاسابيع بجد وساعدها أباها وبعد بضعة أشهر حصلت علي الشهادة وهي المرة الأولي التي يحصل فيها أحد أفراد أسرة والدها علي دبلومة (شهادة) وبعد فترة وجيزة من حصولها علي هذه الدبلومة سجلت نفسها بجامعة الأنديز، كولمبيا، درست الفلسفة والأدب وخلال عامها الأول بالكلية، كانت حينها تبلغ السادسة عشر وافقت علي أن تصبح مدرسة للادب حيث تجري دائما بين دروسها بالكلية صباحا والحصص التي تعطيها بعد الظهر وكان جميع طلابها أكبر منها سننا ومع ذلك علموها درسا أدي الي تغير مسار حياتها:«إن وراء الاسرة النووية (صغيرة العدد) ووراء أرض العجائب تكمن ثقافة عالية وهناك وضع الكون بأثره للكشف عن هذه الأرض الواسعة الشرسة النائية والمثيرة للاهتمام». عندما قررت اكتشاف هذة الأرض قطعت علاقتها بوالدها ولم تراه مرة أخرى فبعد بضع سنوات توفي.

### الشباب
تخرجت من جامعة الأنديس ثم حصلت علي درجة الماجستير في العلوم السياسية. وعملت كمدرسة للآداب في الجامعة الوطنية في روساريو. تركت بعد ذلك وظيفة التدريس وانضمت إلي الثورة ودخلت الحياة السياسية بدءا من كولمبيا ثم انضمت بعد ذلك الي حزب العمال الاشتراكي في إسبانيا وبعد مدة قليلة ذهبت إلي الأرجنتين وبقيت هناك لأربعة سنوات حيث كانت جزءا من المقاومة السرية المعارضة للديكتاتورية العسكرية وبعد مرور ثلاث سنوات علي انضمامها لحزب العمال الشتراكي في مدريد عملت كصحفية وشاركت في الوضع السياسي الحالي ودمجت كل هذا بالكتابة.
هي سياسية، صحفية وكاتبة. لعبت دورًا كبيرًا في المباحثات التي دارت بين الحكومة وحرب العصابات خلال الثمانينات والتي أدت الي دخولها للمعتقل الإجباري في وطنها وخرجت منه حينما تحولت حركة M-19 إلى حركة قانونية ومعترف بها. فتعتبر واحدة من أهم الكتاب لكولمبين والتي تباع رواياتها بسرعة شديدة في المحيط الإسباني. فمنذ الصغر تميل للفكر اليساري وكانت تتمني عندما تصبح شابة أن تصير مفكرة يسارية وبمرور السنوات لم يكن ذلك الحلم بعيدًا فقد استطاعات نشر أفكارها في الستينيات ولا تزال ثابتة عليها حتي الآن. لذلك تعد لورا مرجعًا هامًأ عندما نتحدث عن تحليل الوضع في كولمبيا خاصة في هذا المناخ الملئ بالأزمات. فلقد ظلت تدافع عن إمكانيات ونجاحات الثورة البوليفارية بقيادة تشافيز وأدانت القوميين مرات عدة في بوجوتا وكاراكاس.
أمنت بمشروع الاشتراكية للقرن الحادي والعشرون. وباعتبارها شخصية مستقلة لم تهتم قط بانتقاد أخطاء تشافيز.أطلقت ريستريبو الانتقادات ضد حكومة أوريبي، وأعربت عن إدانتها لأعمال القوات المسلحة الكولمبية.
و بجانب هذا تعد واحدة من الكتاب اللاتينيين الأكثر شهرة في وقتنا الحالي كما ترجمت أعمالهاإلي عدة لغات وغالبا تظهر كضيفة في العديد من المحافل السياسية وبالجامعات مثل جامعة كورنيل وتستخدم روايتها علي نطاق واسع في المؤسسات الأكاديمية كمادة علمية للعديد من الدورات في العلوم الإنسانية والاجتماعية. ريستريبو لديها ابن من زواجها الأول. وهي تدرس عدة شهور كل عام بجامعة إشبيلية وعندما لا تدرس تعود مرة أخرى للكتابة والتحدث في المؤسسات الأكاديمية والمنتديات.
ولا زالت تعيش حتي الآن في بيجوتا حيث تعمل كمديرة لمعهد الثقافة والسياحة في عهد عمدة المدينة لويس ايدواردو جارزون.
تلك التجربة الثرية والاهتمام الدائم بالحياة السياسية والبحث عن السلام الدائم لكولمبيا شكل وبطريقة جليه مسيرة الكاتبة لورا ريستريبو وقد أظهرته لنا في أعمالها مثل: حكاية شخص متحمس عام (1986)، جزيرة الشوق (1989)، النمر الارقط امام الشمس عام (1993), الصحبة الجيدة عام (1995) والتي حصلت علي جائزة سور خوانا إينيس دي لا كروث وجائزة النقاد الفرنسيين  وتوالت أعمالها بعد ذلك فكتبت العروس الداكنة عام 1999، الحشد الهائم عام2001 ثم عطر زهور غير مرئية عام (2002) وفي عام (2004) نشرت الرواية العملاقة والتي فازت بجائزة الفاجوارا،
الهذيان (Delirio) والتي تعد من أروع ما شهدته كولمبيا من روايات وقد نشرت مؤخرا رواية ابطال فوق العادة عام (2009).

## احترافها لمهنة الكتابة

مجلة سمانا

بدأت لورا ريستريبو الكتابة تقنيا عندما كانت في التاسعة من عمرها، كتبت بعد ذلك قصة صغيرة عن حياة الفلاحين وكانت بداية رحلتها في مهنة الكتابة، استغرقت لورا 25 عاما للبدء في الكتابة وأخذ هذه المهنة علي محمل الجد بسبب موت أبيها، بدأت في الكتابة عن الحب وعن بعض الاحداث من ذاكرتها فقط لتشعر بأنها قريبة من والدها، عادت الي كولمبيا مرة أخرى بعد مرور ثلاث سنوات علي انضمامها لحزب العمال الاشتراكي الأسباني وبدات تكتب في جلة سمانا في قسم السياسة الوطنية والدولية وخلال هذا الوقت سافرت الي أماكن عديدة بما في ذلك غرناطة لتكتب تقرير عن تعرضها للغزو، كما ذهبت الي الحدود التي تربط نيكاراجو وهندوراس لتقدم تقرير عن الحرب الدائرة بين السانديين والكونترا. وخلال فترة عملها بسمانا التقت غابرييل غارسيا ماركيز وشعرت بأنها محظوظة لمقابلة هذا الروائي الكبير ومع ذلك انتقدت نمط كتاباتة والتي يعتمد فيها علي الواقعية السحرية ومع مرور الوقت أصبحت المحررة السياسية لمجلة سمانا وكتبت عن مفاوضات السلام الجارية.
وعبرت ريستريبو عن أرائها فيما يحدث بصوت عالي، كما تحدثت عن مدي فشل معاهدات السلام والصراع الدائر فتلقت التهديدات بالقتل واجبرت علي النفي للمكسيك لمدة ست سنوات.العديد من التحقيقات التي أجرتها انتهي بها الأمر لتصبح قطع أو افكار لكثير من روايتها.
وبروايتها الأولي (جزيرة الشوق) اتبعت أسلوبها المعتاد في التحقيق الصحفي بجانب الخيال لخلق نوع من الانبهار والتشويق خلال قرائتها، حيث كتبتها خلال وجودها بالمكسيك. رأت كم اشتاقت لوطنها كولمبيا فقررت كتابة الرواية الثانية لها (النمر الارقط أمام الشمس) بدات هذه الرواية بقصة كانت ريستريبو فيما مضي وأثناء عملها كصحفية ذهبت لتغطية قضية عن محاولة عائلتين قتل بعضهم البعض وفي نهاية المطاف تكشف عن تورطهم في تجارة المخدرات وتعاونهم مع عصابات في كولمبيا. وقالت: «بأنها لم نستخدم قط كلمة مخدرات في روايتها لانها مقتنعة بأن القراء يستطيعوا قراءة ما بين السطور». أما رواية الصحبة الجيدة فهي ليست تقليدية لانها استخدمت شخصيات دينية بينما في الحقيقة لم تطلع كثيراً علي هذه الشخصيات. ولذلك فازت هذه الرواية بالعديد من الجوائز.

### شخصيات أثرت فيها
لقد أثر العديد من الأشخاص في حياة ومسيرة الكاتبة الشهيرة لورا ريستريبو وعلي رأسهم ووالدها الذي لعب دورا كبيرا في حياتها وفي مقابلة لها مع خايمي مانريكي (Jaime Manrique)وروت كيف اعتاد والدها أن يقرأ اعمالها من بين كل هؤلاء الكتاب، وكان يقرأ لها العديد من القصص. ولقد كان للثلاثي ويليام سارويان، جون ستينبك ونيكوس كازانتزاكيس هولاء الكتاب كان لهم تأثير كبير وعلقت بأن هؤلاء جعلوها ترتبط وتهتم بكرامة الاخريين ومنحوها القدرة علي إظهار التعاطف حتي في الأوقات الصعبة والتضامن والترابط بين كافة البشر لذلك استخدمت التراجيديا في العديد من اعمالها.

## المسيرة السياسية

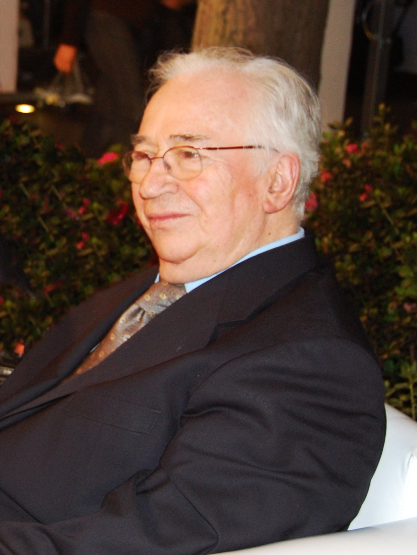
بيليساريو بيتنكور (رئيس كولمبيا من فترة 1982 إلى 1986

بدأت لورا ريستريبو نشاطها السياسي في كولمبيا، إسبانيا والأرجنتين ووصل إلي ذروته عندما أيدت النضال من أجل حقوق الإنسان خلال الديكتاتورية، وقدمت تعازيها وتعاونها الدائم لأمهات لابلازادي مايو واللاتي فقدن أبنائهن ولأسر وأقارب المفقودين، وقالت في حديث لها حول هذا الموضوع:
" بأن الأدب شكل من أشكال العمل السياسي علي الرغم من عدم التطرق لهذا الموضوع بشكل مباشر فالتحدث عن كرامة الإنسان وكماله هو أساس عمل السياسة ولذلك هنا أشكال متعددة لفعل نفس الشئ ولكني سأسير طوال عمري علي نفس النهج.
وتم اختيارها في عام (1938) من قبل الحكومة الكولمبية وعن طريق رئيس الجمهورية بيليساريو بيتانكور (بالإسبانية: Belisario Betancur) لتكون جزءا من اللجنة التي ينبغي لها التفاوض مع حركة التمرد M-19.
كان لهذه التجربة الفضل في خروج المقال الشهير حكاية شخص متحمس (بالإسبانية: Historia de un entusiasmo) بعد ثلاث سنوات من هذا الحدث وبعد نشر هذا المقال تلقت تهديدات بالقتل وأخيراً، اضطرت إلي الهجرة بعيدا عن وطنها. فعاشت بالمنفي السياسي بين المكسيك ومدريد لمدة خمس سنوات استطاعت خلالها الإبقاءعلي اتصال مع حركة M-19.وكللت مساعيها بالنجاح عام 1989 حينما تخلت الحركة عن استخدام الأسلحة وتحولت ألي حزب معارض شرعي مما أتاح لها العودة مرة أخري إلي وطنها.
عملت بمجلة كروموس "Cromos" ثم أصبحت محررة حيث نشرت مقالتها أيضا في مجلة سمانا (Semana) وبالمكسيك عملت كمحررة في الصحيفة اليومية لاخورنادا (La Jornada) وبمجلة بروسيسو (Proceso).

### حركة 19 إبريلأو (M-19)
هي حركة تمرد ولدت بعد الاحتيال المزعوم في الأنتخابات الرئاسية في 19 من أبريل لعام 1970 لصالح مرشح الحزب المحافظ ميسائيل باسترانا (Misael Pastrana) علي حساب مرشح التحالف الديمقراطي(ANAPo) غوستابو روخاس بينيا وهو جنرال متقاعد قاد انقلابًا عسكريًا سنة 1953 تولى بعده رئاسة كولومبيا بين عامي 1953 حتي 1957. فبحلول الساعة 11:30 صباحا بدأ إطلاق النار بالقرب من ساحة بوليفار وفي هذا الوقت وبيوم 6 نوفمبر 1985 حطم 28 مقاتل من مقاتلي حركة M-19 الطابق السفلي لمبني محكمة العدل حيث اقتحم المتمردين المبني بواسطة ثلاث سيارات مما أسفر عن مقتل مديرالمبني واثنين من الحراس حيث كان ينتظرهم بالداخل سبعة من رفاقهم بينماظل بالخارج مجموعة أخرى متساوية مع عددالمتمردين بالداخل ولكنها فشلت في الوصول بالوقت المناسب هكذا بدأت عملية انطونيو نارينيو "Antonio Nariño" من أجل الدفاع عن حقوق الإنسان.
فهذا العمل المسلح لحركة M-19 بمثابة تهديد أو عقاب للرئيس بيليسلريو بيتانكور Belisario Betancur لإخلاله بالاتفاق المبرم بين الطرفين علي وقف اطلاق النار وبدأ الحوار والذي وقعه الطرفين في 24 أغسطس 1984 فمنذ أن تولي بيتنكور الرئاسة وهو عازم علي تحقيق السلام معالجماعات المتمردة المسلحة. فكان شديد الاهتمام بتحقيق هذا الهدف حيث التقي مع مؤسسي الحركة ايفان مارينو أوسبينا "Iván Marino Ospina" والبارو فياض "Álvaro Fayad" في إسبانيا عام 1983 وكانت هذه هي المرة الأولي التي يلتقي فيها ممثل عن الحكومة للتحدث مع قادة حركة متمرده. فكان هذا الاجتماع بمثابة بدايه للطريق نحو عقد الاتفاقيات وبدأ الحوار ولكن توجت هذه اللقاءات بعقد هدنه للسلام هشه واهيه لم تكمل العام.
ويعتقد أوتي باتينيو (Otty Patiño) أحد ممؤسسي الحركة بأن هذه الاتفاقيات لم تحظِ بالجديه الكافية من جانب الطرفين فخلال هذه الفترة كان كل جانب مشغول البال بالفوز قبل الآخر. يقول أوتي باتينيو: " أن السلام هو الإله الأكثر انتقاما من بين الآلهة الأخرى فهو يعاقب بقسوه دائما أولئك الذين لا يأخذون الأمر بجدية. فكان احتراق مبني دار القضاء بمثابه نتيجة طبيعية للعبة السلام بين رجال العصابات والرئيس والتي أودت بحياة 100 من الكولمبيين خلال 28 ساعة وهي المدة التي استمرت خلالها المعركة بين الطرفين حول القصر.
وقال إيفان مارينو أوسبين (Iván Marino Ospina) لبابلو إسكوبار (Pablo Escobar) بعد الاعتداء عليه وقبيل موته في أغسطس من نفس العام بأن الحركة تعتزم السيطرة علي القصر القضائي من أجل محاكمة الرئيس وإرسال القضاة الي مكان آخر. ونتيجة للقرارات الغير شرعية للحركة نشئت رابطة بين كلاهما حيث قدم اسكوبار الدعم المالي من نابولي للمقاتليين لجلب الاسلحة ومتفجرات C-4 من نيكاراغوا لاستخدامها في العملية. وبينما يتهيأ المتمردون للهجوم كان قضاة المحكمة العليا يرون الويلات.
حيث شهد يوم20 أغسطس 1985 اجتماع بالنادي العسكري بين خمسة مسئولين من الحكومة وخمسة اخريين من قضاة المحكمة علي رأسهم ألفونسو رييس اتشانديا Alfonso Reyes Echandía والهدف من وراء هذه المقابلة هو مناقشة التدابير الأمنية التي ستتخذ لحماية القضاة الأربعة المسئوليين عن الدائرة الدستورية بالمحكمة وهم: مانويل جاونا كروز Manuel Gaona Cruz، ريكاردو ميدينا مويانو Ricardo Medina Moyano وألفونسو باتينيو روسيلي Alfonso Patiño Roselli. وكان هؤلاء القضاة مسئولون عن عملية تسليم المجرمين وقد تلقي اثنين منهم تهديدات بالقتل.
وخلاله تم الاتفاق أيضا علي ان تقوم الشرطة بعمل دراسة أمنية للقصر بسبب الاحداث التي وقعت مؤخرا بين 27 سبتمبر و15 أكتوبر من نفس العام علي ان تقدم النتائج لمجلس الحكومة في 17 أكتوبر حيث تلقت القيادة العامة للقوات المسلحة رسالة من مجهول تزعم بأن حركة M-19 ستسيطر علي القصر يوم 17. وتحسبا لاي حدث قد يقع بين 17أكتوبر وحتي الأول من نوفمبر قامت سلطات أمن القصر بتعزيز الوجود الأمني لها بوضع ضابط آخر ورقيب و20 من افراد الشرطة وأنتهي هذا اليوم المميز بناء علي طلب من رئيس المحكمة العليا رييس أتشانديا Reyes Echandía والذي قد سبق وطلب التقاعد بسبب (الروح المدنية) و (الشكاوي المستمرة التي يتلقاها من جانب المحامون وأعضاء المحكمة العليا ومجلس الدولة والذين تعجبوا من التدابير الغريبه المتشددة والتي يجري اتخاذها في القصر العادلي وذلك وفقا لكلام أحد الضباط.
وبنفس اللحظة التي اقتحم فيها مقاتلي الحركة الطابق السفلي في 6 نوفمبر 1985 بدأ رد فعل القوات المسلحة علي ما حدث حيث حاول ضابط الشرطة خوسيه رومولو فونسيكا José Rómulo Fonseca الدخول من خلال الطابق السفلي لصد الهجوم فاصيب بجروح قاتلة. وفي تمام الساعة 12:30 من ذلك اليوم وبعد مرور ساعة علي الهجوم استطاع 35 مقاتل من مقاتلي الحركة السيطرة علي القصروبحوزتهم ما يقارب من 300 رهينة اما بالخارج فوضع الجيش بالفعل كردون أمني حول المنطقة، ومدرعتين بالفناءالداخلي للمبني، وثلاث طائرات هليكوبتر تابعه للشرطة ومجهزة بأعضاء من مجموعة العمليات الخاصة التابعة للشرطة تحاول الهبوط علي سطح المبني وفجأه بدأت احدي الطائرات في الصعود والهبوط ثم ظهر عمود كثيف من الدخان.
وبحلول الساعة 1:30 ظهرا استطاعت القوات اجلاء 138 شخصاوبنفس اللحظة اضرم المتمردين النار بالملفات وفقا لشهادة الجنرال ميجيل فيغاأوريبي Miguel Vega Uribe وزير الفاع حينها وعندما تمكن بعض الصحفيين خلال المعركة بالاتصال ب لويس أوتيرو Luis Otero قائد الحركة والتي قادت العملية فسألوه عن هذا الفعل فأجاب: «نحن لم نحرق هذه الملفات وليس لنا مصلحة في تدميرهاوالتخلص منها» ليس ذلك فقط حيث اثار الحديث الذي ادلاه كلا من الجنرال ووزير العدل أنريكي باريخو Enrique Parejo الجدل في نفس الموضوع والذي يظهر ان اسكوبار هو من وراء وقوع الحادث.كانت معركة القصر اشبه بالكارثة بالنسبة لمقاتلي حرب العصابات ونصر ساحق للقوات المسلحة أمل فيما يخص المفكريين اليساريين فالاعتداء عليه واقتحامه يعني انتهاء المقاومو واعتبارها اثر تاريخي. وبرر ادواردو بيثرو الهجوم بأنه عمل صبياني وهو بالفعل هكذا، لقد اخطأ رجال العصابات في تقديرهم للوضع السياسي والعسكري والذي قادهم لتنفيذ هذه العملية معتقديين بأمكانية تكرار عملية سفارة الدومينيكان ولكن هذا من المستحيل حدوثه فلم يكن للرئيس بيتانكور مجال للمناورة فلقد جازف بكل شيء من اجل السلام ولكن بدون أي فائده أو نتيجة لذلك لم يكن أمامه خيار سوي الحرب.
لقد عرف المقاتلون منذ البداية بأنهم سيتعرضون للهجوم ولكنهم اعتقدوا بأنه يكفي مقاومة الهجوم المضاد حتي يمكن وقف إطلاق النار وتجنب القبض عليهم. ومع حيادة موقف الرئيس اظهرت القيادة العليا أوراقها بسرعة: فهي لن تسمح بحدث اعلامي آخر لعمليه هجوم أخرى تشبه عملية سفارة الدومينيكان وبنفس الوقت يستطيعوا توجيه ضربة قاضيه تودي بالحركة وتنهيها. كان يدير عمليات الحركة مجموعة من القادة المعروفين مثل: لويس اوتيرو Luis Otero، أندريس الماراليس Andrés Almarales، ألفونسوا خاكين Alfonso Jacquin، غييرمو البيسيو رويز Guillermo Elvecio Ruiz. بالإضافة الي ذلك كان هناك الجيش الملطخ بالدماء. وقبل انتهاء الهدنة في يونيو حاولت الحركة تدمير وتفجير 17 مدرعة في كتيبة ايبياليس وهاجمت أيضا كتيبة سيسنيروس بأرمانيا، كما هاجم أحد قادتها الجنرال رافائيل ساموديو مولينا Rafael Samudio Molina.
فأدي هذا المنطق الي انقلاب عسكري تقني فمن جانب كان بيتانكور يحافظ علي ثبات موقفه ومن جانب آخر كانت القوات المسلحة تهاجم بكل الوسائل المتاحة لها وبأسرع وقت فكات جهودهم بالنجاح وبخروج 215 شخص علي قيد الحياة من القصر ومع ذلك لم سمح لهم هذه السرعة في وضع خطة طبية وجراحية والتي عن طريقها كان من الممكن انقاذ 11 شخص من اجمالي 24 قاضي قد لقوا حتفهم في الهجوم. واعترف أيتشانديا (Echandía) عبر وسائل الاعلام:«لم اتمكن من الاتصال برئيس البلاد ولكن إذا واصلوا اطلاق النار سنواصل القتل» لقد القي بالسلطة القضائية عرض الحائط وحل محلها انقلاب هكذا تم القضاء علي أحد فروع السلطة العامة. لقد تعرضت البلاد الي وابل من الرصاص والدخان مما ادي الي سرعة عملية الانهيار المؤسسي والتي عانت منه كولمبيا مطولا.

### المنفي
تعرضت لورا ريستريبو للنفي حيث عاشت في المعتقل بين المكسيك وإسبانيا لمدة خمس سنوات وخلال هذه السنوات والتي قضيتها بعيدا عن وطنها استطاعت الإبقاء علي اتصال من جديد مع حركة M-19 أو كما يقال مع حرب العصابات حتي كللت مجهوداتها بالنجاح حينما امتنعت الحركة عن استخدام الأسلحة وتبادل إطلاق النار وتحولت لحزب معارض عام 1989.

## المسيرة الأدبية

### اسلوب الكتابة
لقد حاولت الكاتبة لورا ريستريبو البحث دائما عن نمط للكتابة يناسبها ويعبر عن أفكارها
وبنهاية المطافي استطاعت الوصول الي أسلوب يمزج الواقع بالخيال واطلقت عليه (بحث صحفي أو تحقيق صحفي) فبعملها دائما ما تعتمد علي التاريخ والصحافة الاستقصائية معا.
وتعلل علي هذا قائلة:" أنا في حاجة الي اسلوب من شأنه ان يسمح لي ولو قليلا بالمساس بالحقائق الثابتة وهكذا لن يعتبر رأي الشخصي هجوما لها وهذا ما يفسر الطابع المزدوج لاعمالي فالبعض
يتميز بدقة التحقيق فيه والبعض الآخر يتميز برخصة للكذب ولو قليلا " لذلك كتبت في السياسة
الغير واقعية.
لقد جعلت ريستريبو من كولمبيا مكان مشترك في معظم روايتها خاصة خلال أوقات الصراع
السياسي، فهي تجمع بين الغموض وقصص الحب والعلاقات لتجذب اهتمام قرائها. انها تكتب عن النضال اليومي من أجل البقاء في مجتمع دمر بواسطة الحروب والفساد. ففي روايتها يوجد على الأقل عقبة واحدة للتغلب عليها يجب علي الشخصية الرئيسية ان تظهر قوة الإرادة في سبيل التغلب علي هذه العقبات ومع ذلك وفي بعض الأحيان من الأسهل لهم فعل ذلك بمساعدة أحد احبائهم.

### إنتاجها الأدبي

لقد نشرت الكاتبة أولي أعمالها «حكاية شخص متحمس» (Historia de un entusiasmo) عام 1986 وهو نتاج تجاربها مع حركة التمرد M-19 وبعد نشر هذا المقال تلقت تهديدات عديدة بالقتل وأخيراً أضطرت إلي الهجرة بعيداً عن وطنها وتلاه رواية
جزيرة الشوق (La isla de la la pasión) عام 1989 وبنفس العام نشرت كتاب وحيد للاطفال بعنوان البقرات يأكلن الإسباجيتي (Las vacas comen espaguetis)
ثم نشرت مقالة (En qué momento se jodió Medellín) عام 1991 ثم الرواية الشهيرة النمر الارقط امام الشمس (Leopardo al sol)عام 1993و بنفس العام نشرت أيضا مقالة
أطفال أخرون (Otros niños). وتوالت أعمالها حيث نشرت عام 1995 رواية
الصحبة الجيدة والتي نالت جائزة سور خوانا إينيس دي لا كروث عام 1997 (في المعرض الدولي للكتاب بغوادالاخارا، المكسيك) وتتوالي الجوائز فحصلت عام 1998 علي جائزة فرنسا للثقافة والتي تمنحها جمعية النقاد الفرنسيين لأفضل رواية أجنبية
نشرت في فرنسا.
وفي العام التالي لحصولها على تلك الجائزة كتبت رواية العروس الداكنة (La novia oscura) عام 1999 ثم الحشد الهائم (La multitud errante) عام 2001 وبعام 2002 نشر لها العمل العاشر عطر زهور غير مرئية (Olor a rosas invisibles) وفي العام التالي (2003) فازت بجائزة المطران خوان دي سانكليمنت والتي منحها إياها طلبة مدرسة الليسيه سانتيجو دي كومبستولا باعتبار روايتها (النمر الارقط امام الشمس) أفضل رواية نشرت باللغة الأسبانية. وأخيرا وبعد حين نشر لها الرواية العملاقة الهذيان  عام 2004 والتي نالت جائزة الفاجوارا للرواية في نفس العام وهي سابع كاتبة تفوز بهذه الجائزة. أما عام 2006 فنالت جائزة جرينزاني كافور (Premio Grinzane Cavour) لأفضل رواية أجنبية في إيطاليا ووبالعام التالي (2007) نالت علي درجة الزمالة بمؤسسة جوجنهايم وبالعام نفسه حازت على الجائزة الوطنية للآداب في كولومبيا ونشر لها مؤخرا عام 2009 رواية أبطال فوق العادة (Demasiados héroes).

## روايات
- حكاية شخص متحمس (1986)

هذه الرواية هي إحدي مقالات ريستريبو وهي نتاج خبرتها خلال الصراع بين الحكومة وحرب العصابات. تتحدث هذه الرواية عن الرئيس بيليساريو بيتانكور وصراعه والتهديد بقتله والفترة التي قضتها في المنفي لمدة خمس سنوات. حيث شاركت الكاتبة في المفاوضات السلام بين المجموعتين في عام 1983 وهذا يمنح القارئ إحساس بأنه يعيش في تلك الفترة وكيف أن الجميع علي وشك تغير العالم.
- جزيرة الشوق (1989)

تدور أحداثها عام 1900 خلال الثورة المكسيكية والحرب العالمية الأولى، تحكي الرواية قصة ارنو رامون وزوجته أليسيا ومجموعة من جنود الجيش المكسيكي اضطروا الي الحياة في جزيرة صغيرة تسمي كليبرتون تقع علي المحيط الهادي
- البقرات يأكلن الإسباجيتي (1989)
- النمر الارقط امام الشمس (1993)
- الصحبة الجيدة (1995)
- العروس الداكنة (1999)
- الحشد الهائم (2001)
- عطر زهور غير مرئية (2002)
- الهذيان (2004)
- أبطال فوق العادة (2009)

## مقالات صحفية
- حكاية شخص متحمس (1986)

### كمؤلف مشارك
- عملية الأمير  (1988)
- الحب والنار (1999)
- أطفال أخرون (1993)

## الجوائز
- 1997 - جائزة سور خوانا إينيس دي لا كروث عن روايتها الصحبة الجيدة .
- 1998 - جائزة فرنسا للثقافة تمنحها جمعية النقاد الفرنسيين.
- 2003 - جائزة المطران خوان دي سانكليمنت عن روايتها النمر الأرقط أمام الشمس.
- 2004 - جائزة الفاجوارا للرواية عن روايتها الشهيرة الهذيان .
- 2006 - جائزة جرينزاني كافور .
- 2007 - الجائزة الوطنية للآداب في كولومبيا .